# Никита (фильм)
«Никита́» («Её звали Никита́», фр. Nikita) — французский кинофильм 1990 года. Режиссёр и сценарист — Люк Бессон.

## Сюжет
Банда наркоманов, в которую входит девушка Никита, грабит аптеку, принадлежащую отцу одного из членов банды. К месту ограбления прибывает вооружённый отряд полиции, но наркоманы оказывают ожесточённое сопротивление. Никита убивает одного из полицейских. Суд приговаривает её к пожизненному заключению без права пересмотра дела в течение 30 лет. В тюрьме ей делают инъекцию, и она теряет сознание.
Никита приходит в себя в неизвестной комнате. Человек по имени Боб объясняет ей, что для всех она умерла от передозировки транквилизаторов и похоронена. В реальности она находится в секретном учебном центре DGSE (фр. Direction générale de la sécurité extérieure — Главного управления внешней безопасности). У неё есть выбор: работать на организацию или и правда умереть. После некоторого сопротивления Никита принимает предложение.
Никита обучается мастерству специального агента, удивляя инструкторов своими талантами и непредсказуемостью. По завершении обучения Боб приглашает её в шикарный ресторан и дарит ей подарок — крупнокалиберный пистолет с магазином. Поход в ресторан оборачивается выпускным экзаменом. Никита расстреливает компанию неких азиатов. В ресторан вваливается вооружённая охрана убитых. Никита спешит в подвал, но путь спасения, указанный Бобом, оказывается заложен кирпичом. Ей удаётся с боем прорваться к мусоропроводу и бежать из ресторана. После выполнения этого задания Никите разрешают покинуть учебный центр и начать новую жизнь в качестве «законсервированного» агента. Она поселяется в Париже, вступает в сожительство с Марко, который работает обычным кассиром в местном супермаркете. Тот ни о чём не догадывается и думает, что Никита работает медсестрой в госпитале.
Карьера Никиты как спецагента продолжается. Под видом официантки она проносит подслушивающие устройства на некое совещание, совершает убийство прямо во время отпуска в Венеции вместе с Марко. Ей поручают самостоятельную операцию по добыче документов из посольства восточноевропейской страны. Она гримирует одного из своих сообщников под сотрудника посольства. Ситуация развивается не по плану, и центр посылает на помощь «чистильщика» Виктора. Тот уничтожает сотрудника, его охрану и запаниковавшего сообщника Никиты. Никита сама гримируется под сотрудника, проникает в посольство и фотографирует документы. Виктор, ожидающий её под видом водителя, привлекает внимание охранника. Охрана поднимает тревогу, Виктор расправляется с охранниками и прорывается с Никитой из посольства, но умирает от полученных ранений.
Марко давно догадался, что Никита — не та, за кого себя выдаёт и ему удаётся убедить «дядю Боба» оставить её в покое.

## В ролях
| Актёр         | Роль                |
| ------------- | ------------------- |
| Анн Парийо    | Никита              |
| Жан-Юг Англад | Марко               |
| Чеки Карио    | Боб                 |
| Жанна Моро    | Аманда              |
| Жан Рено      | чистильщик Виктор   |
| Жак Буде      | Химик               |
| Филипп Леруа  | Гросман             |
| Жан Буиз      | работник посольства |

## Критика
На агрегаторе рецензий Rotten Tomatoes фильм имеет рейтинг одобрения 89 % на основе 46 обзоров. Консенсус сайта гласит: «Сумасшедший неконтролируемый триллер, который дает главной героине Анне Парийо много эмоционального пространства для работы».

## Награды и номинации
Фильм победил в номинации на премию «Золотой глобус» за лучший фильм на иностранном языке. Парийо получила премию «Сезар» за лучшую женскую роль и премию Давида ди Донателло за лучшую иностранную женскую роль в 1991 году.

## Ремейки и сходные фильмы
- В 1993 году в США вышел ремейк фильма на английском языке под названием «Возврата нет» (англ. Point of No Return); также этот фильм известен под названием «Убийца» (The Assasin).
- В 1991 году в Гонконге вышел фильм «Чёрная кошка»[англ.] (англ. Black Cat), который достаточно близок по сюжету к «Никите», но всё же не может считаться ремейком.
- В 1997 году по мотивам фильма в Канаде был запущен телевизионный сериал «Её звали Никита»; сериал продолжался в течение 5 сезонов и завоевал широкое международное признание.
- Японский аниме-сериал «Нуар» (англ. Noir), состоящий из 26 серий, считается[кем?] вдохновлённым фильмами «Никита» и «Леон».
- В 2010-2013 на канале CW прошел показ сериала «Никита».
- В 2019 году Люк Бессон выпустил фильм «Анна», фактически являющийся самоповтором «Никиты».
- В 2020 году вышел похожий российский сериал «Надежда».